# Lijst van voetbalinterlands Georgië - Moldavië
Deze lijst van voetbalinterlands is een overzicht van alle officiële voetbalwedstrijden tussen de nationale teams van Georgië en Moldavië. De voormalige Sovjet-republieken speelden tot op heden twaalf keer tegen elkaar, te beginnen met een vriendschappelijke wedstrijd op 2 juli 1991 in Chisinau. Het duel was voor beide voormalige Sovjet-republieken de eerste interland sinds het uiteenvallen van de Sovjet-Unie. Het laatste duel, een kwalificatiewedstrijd voor het Wereldkampioenschap voetbal 2018, vond plaats in de Moldavische hoofdstad op 11 juni 2017.

## Wedstrijden
| №  | Plaats   | Datum             | Competitie           | Wedstrijd          | Uitslag |
| -- | -------- | ----------------- | -------------------- | ------------------ | ------- |
| 1  | Chisinau | 2 juli 1991       | Vriendschappelijk    | Moldavië – Georgië | 2 – 4   |
| 2  | Tbilisi  | 7 september 1994  | EK 1996 kwalificatie | Georgië – Moldavië | 0 – 1   |
| 3  | Chisinau | 15 november 1995  | EK 1996 kwalificatie | Moldavië – Georgië | 3 – 2   |
| 4  | Batoemi  | 7 juni 1997       | WK 1998 kwalificatie | Georgië – Moldavië | 2 – 0   |
| 5  | Chisinau | 24 september 1997 | WK 1998 kwalificatie | Moldavië – Georgië | 0 – 1   |
| 6  | Tbilisi  | 12 februari 2003  | Vriendschappelijk    | Georgië – Moldavië | 2 – 2   |
| 7  | Tiraspol | 18 augustus 2004  | Vriendschappelijk    | Moldavië – Georgië | 1 – 0   |
| 8  | Tbilisi  | 6 juni 2009       | Vriendschappelijk    | Georgië – Moldavië | 1 – 2   |
| 9  | Chisinau | 11 augustus 2010  | Vriendschappelijk    | Moldavië – Georgië | 0 – 0   |
| 10 | Tbilisi  | 11 november 2011  | Vriendschappelijk    | Georgië – Moldavië | 2 – 0   |
| 11 | Tbilisi  | 12 november 2016  | WK 2018 kwalificatie | Georgië – Moldavië | 1 – 1   |
| 12 | Chisinau | 11 juni 2017      | WK 2018 kwalificatie | Moldavië − Georgië | 2 − 2   |

## Samenvatting
| Competitie        | Totaal gespeeld | Winst Georgië | Gelijk | Winst Moldavië | Doelsaldo Georgië – Moldavië |
| ----------------- | --------------- | ------------- | ------ | -------------- | ---------------------------- |
| WK-kwalificatie   | 4               | 2             | 2      | 0              | 6 − 3                        |
| EK-kwalificatie   | 2               | 0             | 0      | 2              | 2 − 4                        |
| Vriendschappelijk | 6               | 2             | 2      | 2              | 9 − 7                        |
| Totaal            | 12              | 4             | 4      | 4              | 17 − 14                      |

## Details

### Eerste ontmoeting
| Vriendschappelijk (Chisinau, Moldavië, 2 juli 1991): |       |                                                                                             |
| Moldavië                                             | 2 – 4 | Georgië                                                                                     |
| Alexandru Spiridon 27' Gheorghe Harea 50'            | goals | 5' Temoeri Ketsbaia 13' Georgi Daraselia 79' Micheil Dzjisjkariani 88' Micheil Kavelasjvili |

### Tweede ontmoeting
| EK 1996 kwalificatie (Tbilisi, Georgië, 7 september 1994): |       |                |
| Georgië                                                    | 0 – 1 | Moldavië       |
|                                                            | goals | 40' Igor Oprea |

### Derde ontmoeting
| EK 1996 kwalificatie (Chisinau, Moldavië, 15 november 1995): |       |                                                 |
| Moldavië                                                     | 3 – 2 | Georgië                                         |
| Ion Testimețanu 5' Iurie Miterev 18' Iurie Miterev 73'       | goals | 28' Davit Dzjanasjia 81' (e.d.) Vitali Culibaba |

### Vierde ontmoeting
| WK 1998 kwalificatie (Batoemi, Georgië, 7 juni 1997): |       |          |
| Georgië                                               | 2 – 0 | Moldavië |
| Sjota Arveladze 27' Giorgi Kinkladze 51'              | goals |          |

### Vijfde ontmoeting
| WK 1998 kwalificatie (Chisinau, Moldavië, 24 september 1997): |       |                      |
| Moldavië                                                      | 0 – 1 | Georgië              |
|                                                               | goals | 10' Temoeri Ketsbaia |

### Zesde ontmoeting
| Vriendschappelijk (Tbilisi, Georgië, 12 februari 2003): |       |                                              |
| Georgië                                                 | 2 – 2 | Moldavië                                     |
| Kacha Kaladze 61' Micheil Asjvetia 83'                  | goals | 75' Alexandru Golban 84' (pen.) Serghei Dadu |

### Zevende ontmoeting
| Vriendschappelijk (Tiraspol, Moldavië, 18 augustus 2004): |       |         |
| Moldavië                                                  | 1 – 0 | Georgië |
| Iurie Miterev 67'                                         | goals |         |

### Achtste ontmoeting
| Vriendschappelijk (Tbilisi, Georgië, 6 juni 2009): |       |                                            |
| Georgië                                            | 1 – 2 | Moldavië                                   |
| Zoerab Chizanisjvili 86'                           | goals | 8' Veaceslav Sofroni 57' Alexandru Suvorov |

### Negende ontmoeting
| Vriendschappelijk (Chisinau, Moldavië, 11 augustus 2010): |       |         |
| Moldavië                                                  | 0 – 0 | Georgië |
|                                                           | goals |         |

### Tiende ontmoeting
| Vriendschappelijk (Tbilisi, Georgië, 11 november 2011):                               |              |                |
| Georgië                                                                               | 2 – 0        | Moldavië       |
| Aleksandr Kobachidze 36' Jano Ananidze 39' (pen.)                                     | goals        |                |
| Aleksandr Kobachidze 76'                                                              | rode kaarten | 76' Igor Armas |
| - Achttiende en laatste duel van Moldavië onder leiding van bondscoach Gavril Balint. |              |                |

GFF · A-internationals · Bondscoaches · Statistieken · Georgisch vrouwenelftal · Georgië U21 · Georgië U20 · Georgië U19 · Georgië U18 · Georgië U17 · Georgië U16
1990 – 1999 ·
2000 – 2009 ·
2010 – 2019 ·
2020 − 2029
1990 · 
1991 · 
1992 · 
1993 · 
1994 · 
1995 · 
1996 · 
1997 · 
1998 · 
1999 · 
2000 · 
2001 · 
2002 · 
2003 · 
2004 · 
2005 · 
2006 · 
2007 · 
2008 · 
2009 · 
2010 · 
2011 · 
2012 · 
2013 · 
2014 · 
2015 ·
2016 ·
2017 ·
2018 ·
2019 ·
2020 ·
2021 ·
2022 ·
2023 ·
2024
Albanië ·
Andorra ·
Armenië ·
Azerbeidzjan ·
Bosnië en Herzegovina ·
Bulgarije ·
Cyprus ·
Denemarken ·
Duitsland ·
Egypte ·
Engeland ·
Estland ·
Faeröer ·
Finland ·
Frankrijk ·
Gibraltar ·
Griekenland ·
Hongarije ·
Ierland ·
IJsland ·
Iran ·
Israël ·
Italië ·
Jordanië ·
Kameroen ·
Kazachstan ·
Kosovo ·
Kroatië ·
Letland ·
Libanon ·
Liechtenstein ·
Litouwen ·
Luxemburg ·
Malta ·
Marokko ·
Moldavië ·
Mongolië ·
Montenegro · 
Nederland ·
Nieuw-Zeeland ·
Nigeria ·
Noord-Ierland ·
Noord-Macedonië ·
Noorwegen ·
Oekraïne ·
Oezbekistan ·
Oostenrijk ·
Paraguay ·
Polen ·
Portugal ·
Qatar ·
Roemenië ·
Rusland ·
Saint Kitts en Nevis ·
Saoedi-Arabië ·
Schotland ·
Servië ·
Slovenië ·
Slowakije ·
Spanje ·
Thailand ·
Tsjechië ·
Tunesië ·
Turkije ·
Uruguay ·
Verenigde Arabische Emiraten ·
Wales ·
Wit-Rusland ·
Zuid-Afrika ·
Zuid-Korea ·
Zweden ·
Zwitserland
FMF · A-internationals · Bondscoaches · Moldavisch vrouwenelftal · Moldavië U21 · Moldavië U20 · Moldavië U19 · Moldavië U18 · Moldavië U17 · Moldavië U16
1990 – 1999 ·
2000 – 2009 ·
2010 – 2019 ·
2020 − 2029
1991 · 1992 · 1993 · 1994 · 1995 · 1996 · 1997 · 1998 · 1999 · 2000 · 2001 · 2002 · 2003 · 2004 · 2005 · 2006 · 2007 · 2008 · 2009 · 2010 · 2011 · 2012 · 2013 · 2014 · 2015 · 2016 · 2017 · 2018 · 2019 · 2020 · 2021 · 2022 · 2023 · 2024
Albanië ·
Andorra ·
Armenië ·
Azerbeidzjan ·
Bosnië en Herzegovina ·
Bulgarije ·
Canada ·
Cyprus ·
Denemarken · 
Duitsland ·
El Salvador · 
Engeland ·
Estland ·
Faeröer ·
Finland ·
Frankrijk ·
Georgië ·
Gibraltar ·
Griekenland ·
Hongarije ·
Ierland ·
IJsland ·
Indonesië ·
Israël ·
Italië ·
Ivoorkust ·
Jordanië ·
Kaaimaneilanden ·
Kameroen ·
Kazachstan ·
Kirgizië ·
Kosovo ·
Kroatië ·
Letland ·
Liechtenstein ·
Litouwen ·
Luxemburg ·
Malta ·
Montenegro ·
Nederland ·
Noord-Ierland ·
Noord-Macedonië ·
Noorwegen ·
Oeganda ·
Oekraïne ·
Oostenrijk ·
Polen ·
Portugal ·
Qatar ·
Roemenië ·
Rusland ·
San Marino ·
Saoedi-Arabië ·
Schotland ·
Servië ·
Slovenië ·
Slowakije ·
Tsjechië ·
Turkije ·
Venezuela ·
Verenigde Arabische Emiraten ·
Verenigde Staten ·
Wales ·
Wit-Rusland ·
Zuid-Korea ·
Zweden ·
Zwitserland